# Crotonogyne parvifolia
Crotonogyne parvifolia är en törelväxtart som beskrevs av David Prain. Crotonogyne parvifolia ingår i släktet Crotonogyne och familjen törelväxter.
Artens utbredningsområde är Gabon. Inga underarter finns listade i Catalogue of Life.